# ホリー・ハンター
ホリー・ハンター（Holly Hunter, 1958年3月20日 - ）は、アメリカ合衆国の女優。

## 生い立ち
ジョージア州コンヤーズにて、7人兄姉の末っ子として生まれる。父親のチャールズ・エドウィン・ハンターは農家及びスポーツ用品メーカの代表、母親のオパール・マルグリット（旧姓カットレッジ）は主婦。16歳の時にスカウトされて演技を始め、カーネギーメロン大学でも演技を学ぶ。大学卒業後はニューヨークの舞台に立つ。

## キャリア
1981年に『バーニング』で映画デビュー。かつてジョエル・コーエンの妻のフランシス・マクドーマンドとルームメイトだった縁もあってか、コーエン兄弟作品への出演がある。1987年の『赤ちゃん泥棒』で注目を集め、同年公開の『ブロードキャスト・ニュース』でアカデミー主演女優賞にノミネートされる。
1993年の『ピアノ・レッスン』でアカデミー主演女優賞、ゴールデングローブ賞 主演女優賞（ドラマ部門）、カンヌ国際映画祭 女優賞を受賞。1989年の『Roe vs. Wade』、1993年の『The Positively True Adventures of the Alleged Texas Cheerleader-Murdering Mom』でエミー賞主演女優賞（ミニシリーズ/テレビ映画部門）を受賞。
2008年5月30日にハリウッド・ウォーク・オブ・フェームに名前が刻まれた。

## 私生活
・1995年に撮影監督のヤヌス・カミンスキーと結婚したが、2001年に離婚。舞台で知り合ったゴードン・マクドナルドと交際を始め、2006年に47歳で双子を出産した。
・MLBのロサンゼルス・エンゼルス・オブ・アナハイムで長年活躍した外野手のティム・サーモンはいとこにあたる。

## 出演作品

### 映画
| 公開年 | 邦題 原題                                                                                      | 役名                              | 備考 |
| ------ | ---------------------------------------------------------------------------------------------- | --------------------------------- | --- |
| 1981   | バーニング The Burning                                                                         | ソフィー                          | |
| 1983   | スヴェンガリの魔力 Svengali                                                                    | レスリー                          | テレビ映画 |
| 1984   | スイング・シフト Swing Shift                                                                   | ジェニー                          | |
| 1987   | 赤ちゃん泥棒 Raising Arizona                                                                   | エドウィナ・マクダノー            | |
| 1987   | ルイジアナの夜明け A Gathering of Old Men                                                      | キャンディ・マーシャル            | テレビ映画 |
| 1987   | ハロー・マイ・トレイン End of the Line                                                         | シャーロット                      | |
| 1987   | ブロードキャスト・ニュース Broadcast News                                                      | ジェーン・クレイグ                | ベルリン国際映画祭 銀熊賞 受賞 |
| 1989   | ミス・ファイヤークラッカー Miss Firecracker                                                    | カーネラ・スコット                | |
| 1989   | 沈黙の裁き Roe vs. Wade                                                                        | エレン・ラッセル / ジェーン・ドウ | テレビ映画 |
| 1989   | 恋のランゲージ Animal Behavior                                                                 | コーラル・グレイブル              | |
| 1989   | オールウェイズ Always                                                                          | ドリンダ・ダーストン              | |
| 1990   | ワンス・アラウンド Once Around                                                                 | レナータ・ベラ                    | |
| 1992   | 愛を奏でて Crazy in Love                                                                       | ジョージー・シモンズ              | テレビ映画 |
| 1993   | しゃべりすぎた女 The Positively True Adventures of the Alleged Texas Cheerleader-Murdering Mom | ワンダ・ホロウェイ                | テレビ映画 エミー賞主演女優賞（ミニシリーズ/テレビ映画部門） 受賞                                                                         |
| 1993   | ピアノ・レッスン The Piano                                                                     | エイダ                            | アカデミー主演女優賞 受賞 ゴールデングローブ賞 主演女優賞 (ドラマ部門) 受賞 英国アカデミー賞 主演女優賞 受賞 カンヌ国際映画祭 女優賞 受賞 |
| 1993   | ザ・ファーム 法律事務所 The Firm                                                               | タミー                            | アカデミー助演女優賞 ノミネート |
| 1995   | コピーキャット Copycat                                                                         | M・J・モナハン                    | |
| 1995   | ホーム・フォー・ザ・ホリデイ Home for the holidays                                             | クラウディア・ラーソン            | |
| 1996   | クラッシュ Crash                                                                               | ヘレン・レミントン                | |
| 1997   | 普通じゃない A Life Less Ordinary                                                              | オライリー                        | |
| 1999   | マンハッタンで抱きしめて Living Out Loud                                                       | ジュディス・ムーア                | |
| 1999   | 彼女を見ればわかること Things You Can Tell Just by Looking at Her                              | レベッカ                          | |
| 1999   | 美しき家政婦/ウーマン・ウォンテッド Woman Wanted                                               | エマ・ライリー                    | |
| 2000   | タイムコード Timecode                                                                          | Renee Fishbine                    | |
| 2000   | オー・ブラザー! O Brother, Where Art Thou?                                                     | ペニー・ウェーヴァリー            | |
| 2000   | アメリカン・ジャスティス Harlan County War                                                     | ルディ・キンケイド                | テレビ映画 |
| 2001   | When Billie Beat Bobby                                                                         | ビリー・ジーン・キング            | テレビ映画 |
| 2002   | デブラ・ウィンガーを探して Searching for Debra Winger                                          |                                   | ドキュメンタリー |
| 2002   | ムーンライト・マイル Moonlight Mile                                                            | モナ・キャンプ                    | |
| 2003   | サーティーン あの頃欲しかった愛のこと Thirteen                                                 | メラニー・フリーランド            | アカデミー助演女優賞ノミネート ゴールデングローブ賞 助演女優賞ノミネート 兼製作総指揮                                                     |
| 2003   | 最高の人生 Levity                                                                              | アデル                            | |
| 2004   | カレの嘘と彼女のヒミツ Little Black Book                                                       | バーブ                            | |
| 2004   | Mr.インクレディブル The Incredibles                                                            | ヘレン・パー / イラスティガール   | 声の出演 |
| 2005   | 美しい人 Nine Lives                                                                            | ソニア                            | |
| 2005   | ビッグホワイト The Big White                                                                   | マーガレット                      | |
| 2012   | ウォント・バック・ダウン -ママたちの学校戦争- Won't Back Down                                  | エヴリン・リスク                  | |
| 2014   | ブロークン 過去に囚われた男 Manglehorn                                                         | ドーン                            | |
| 2016   | バットマン vs スーパーマン ジャスティスの誕生 Batman v Superman: Dawn of Justice               | ジューン・フィンチ議員            | |
| 2017   | ブレイカブル・ユー Breakable You                                                               | エリー・ウェラー                  | |
| 2017   | ビッグ・シック ぼくたちの大いなる目ざめ The Big Sick                                           | ベス・ガードナー                  | |
| 2017   | ソング・トゥ・ソング Song to Song                                                              | ミランダ                          | |
| 2018   | インクレディブル・ファミリー Incredibles 2                                                     | ヘレン・パー / イラスティガール   | 声の出演 |

### テレビシリーズ
| 放映年    | 邦題 原題                                               | 役名                 | 備考                    |
| --------- | ------------------------------------------------------- | -------------------- | ----------------------- |
| 2007-2010 | 女捜査官グレイス 〜 天使の保護観察中 Saving Grace       | グレイス・ハナダルコ | 兼製作総指揮 計46話出演 |
| 2013      | トップ・オブ・ザ・レイク 〜消えた少女〜 Top of the Lake | GJ                   | 計6話出演               |
| 2013      | ボニー&クライド/俺たちに明日はない Bonnie & Clyde       | エマ・パーカー       | ミニシリーズ、計2話出演 |
| 2018      | HERE AND NOW 〜家族のカタチ〜 Here and Now              | オードリー・ベイヤー | 計10話出演              |
| 2019      | サクセッション Succession                               | レア・ジャレル       | 計6話出演               |
| 2020      | ザ・コミー・ルール 元FBI長官の告白 The Comey Rule       | サリー・イエイツ     | ミニシリーズ、計2話出演 |
| 2021      | ピクサー・ポップコーン・ショーツ Pixar Popcorn          | イラスティガール     | テレビアニメ、声の出演  |
| 2024      | LEGO ピクサー:ブリックトゥーンズ LEGO PIXAR:BRICK TOONS | イラスティガール     | テレビアニメ、声の出演  |

## 主な受賞
- アカデミー賞
  - 1993年度 主演女優賞 『ピアノ・レッスン』
- ゴールデングローブ賞 主演女優賞 (ドラマ部門)
  - 1993年度 『ピアノ・レッスン』
- 英国アカデミー賞
  - 1993年度 主演女優賞 『ピアノ・レッスン』
- 全米映画批評家協会賞　主演女優賞
  - 1993年度 主演女優賞 『ピアノ・レッスン』
- ニューヨーク映画批評家協会賞
  - 1987年度 主演女優賞 『ブロードキャスト・ニュース』
  - 1993年度 主演女優賞 『ピアノ・レッスン』
- ロサンゼルス映画批評家協会賞
  - 1987年度 主演女優賞 『ブロードキャスト・ニュース』
  - 1993年度 主演女優賞 『ピアノ・レッスン』
- カンヌ国際映画祭
  - 1993年度 女優賞 『ピアノ・レッスン』
- ベルリン国際映画祭
  - 1987年度 銀熊賞 『ブロードキャスト・ニュース』

## 参照
1. ↑  Holly Hunter Biography (1958–)
2. 1 2  "Twins for Oscar Winner Holly Hunter" January 18, 2006, People